# 统治者会议
统治者会议是由马来西亚的9位世袭统治者和4位委任州元首在联邦宪法38条文下组成的理事会，议会的主要功能是每5年在9位世袭统治者中遴选出马来西亚最高元首和马来西亚副最高元首，但只有世袭统治者拥有最高元首的选举权和被选举权。其他的功能包括審議並頒佈联邦法律；對涉及全國性的伊斯蘭教問題做最終裁決權；同时议会也有责任维护马来语和伊斯兰教的法定地位，以及在联邦宪法153条文下赋予土著的特别权益。

## 历史
统治者会议的历史可追溯至马来联邦时期，马来联邦于1895年在成立，由四个接受英国参政司的州属——霹雳、雪兰莪、森美兰及彭亨组成。在马来联邦第一任总参政司瑞天咸的主導下，由四州统治者组成的会议于1897年开始定期举行。当时的统治者会议只是作为四州“联邦”的象征。
二战以后，英殖民政府筹组由十一州组成的马来亚联邦，期间召开了类似的“苏丹会议”，列席者增至九位世袭统治者，由英国委派的联邦总督担任主席，此外还有布政司、首席检察官及财政司等主要政府官员一同列席。当时会议的主要功能是审定与伊斯兰教相关的法律事务。
1948年半自治的马来亚联合邦成立以后，由九位世袭统治者组成的统治者会议于8月31日第一次召开，直到1957年马来亚独立以后，统治者会议正式在宪法架构下定期举行并行使其职权。

## 成员
统治者会议現由十三州州元首所组成，其中九位世袭统治者如下：
- 森美兰嚴端
- 雪兰莪苏丹
- 玻璃市拉惹
- 登嘉楼苏丹
- 吉打苏丹
- 吉兰丹苏丹
- 彭亨苏丹
- 柔佛苏丹
- 霹雳苏丹

另四位非世袭州元首如下：
- 槟城州元首
- 马六甲州元首
- 砂拉越州元首
- 沙巴州元首

已經廢除的州元首如下：
- 新加坡州元首（原因：已脫離馬來西亞聯邦）

秘书：
- 马来西亚掌玺大臣

## 职责

### 选举联邦正副最高元首
在最高元首遴选过程中，由九位世袭统治者组成表决团，从其中选举产生最高元首及副最高元首。
以下是1957年至1994年所形成最高元首轮任次序，之后的统治者遵循这个不成文的传统顺序来推选新的最高元首，即：
1. 森美兰州严端
2. 雪兰莪州苏丹
3. 玻璃市州拉惹
4. 登嘉楼州苏丹
5. 吉打州苏丹
6. 吉兰丹州苏丹
7. 彭亨州苏丹
8. 柔佛州苏丹
9. 霹雳州苏丹

马六甲、槟城、沙巴、砂拉越中并无世袭君主，其州元首由各州政府推荐并由最高元首委任，所以不会列入最高元首候选名单，也无权推荐及选举最高元首，但可以列席于统治者会议之中。